# Múscul supraespinós
El múscul supraespinós (musculus supraspinatus) és uns dels músculs que formen part del conjunt muscular anomenat manegot dels rotatoris. És un múscul profund (no es pot palpar fàcilment) que està cobert en gran part pel trapezi.
És un múscul piramidal que s'origina en la fossa supraespinosa de l'escàpula (omòplat). Des d'aquí, el seu tendó passa lateralment per sota de la coberta de l'acromi; el 1996 es va demostrar que l'origen posterolateral era més lateral del que s'havia descrit. Des d'aquí, es fixa a la punta de la tuberositat major de l'húmer (tròquiter de l'húmer). S'insereix en l'altre extrem a la part superior de la tuberositat gran. Aprofita la borsa subdeltoidal (que està a sobre del tendó) per no fregar amb l'acromi.
És innervat pel nervi supraescapular, amb aportacions nerviosos de C4, C5 i C6, però majoritàriament de C5.
La seva funció és l'abducció (quan es realitza amb càrregues lleugeres i amb poca velocitat). Inicia l'abducció des dels 0 graus als 30 graus.

## Imatges

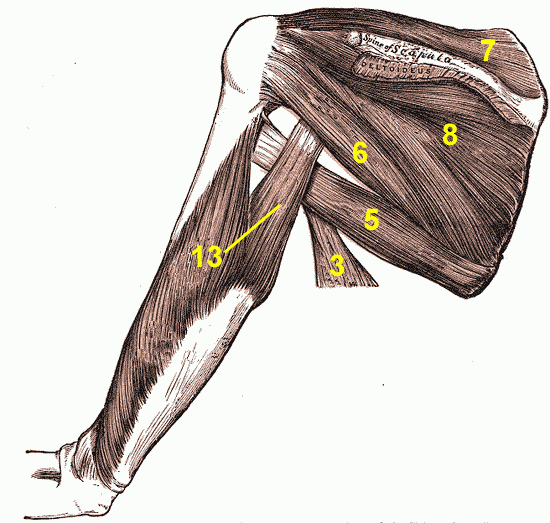
Els músculs de l'espatlla esquerra, vista posterior.
3. Dorsal ample
5. Rodó major
6. Rodó menor
7. Supraspinós
8. Infraspinós
13. Cap llarg del Tríceps braquial.

Acció del múscul supraespinós dret, vista anterior. Es pot veure l'acromi (dalt) i l'apòfisi coracoide (centre), i l'húmer (esquerra).

Animació.Posició del múscul supraspinós (en vermell).
Diagrama de l'articulació de l'espatlla. Vista anterior.
Diagrama de l'articulació de l'espatlla. Vista posterior.
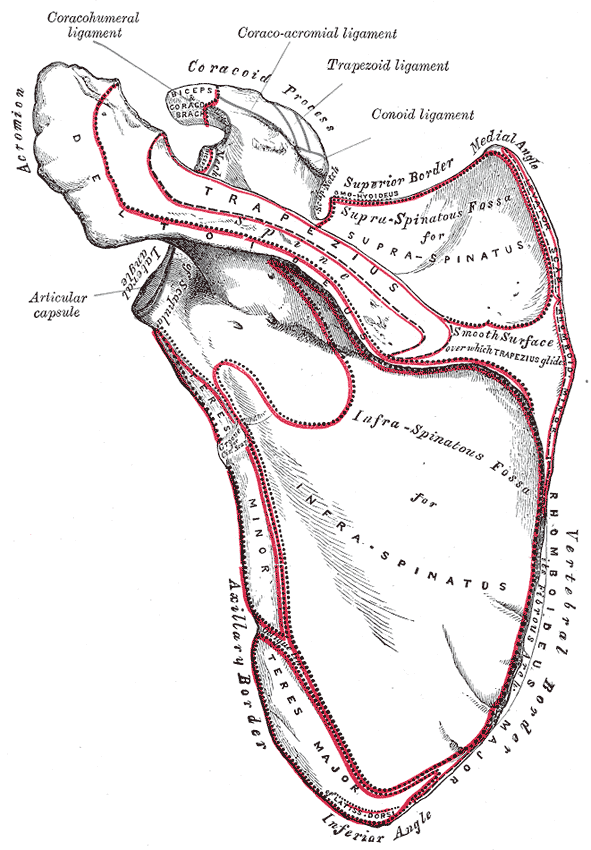
Escàpula esquerra. Superfície dorsal.
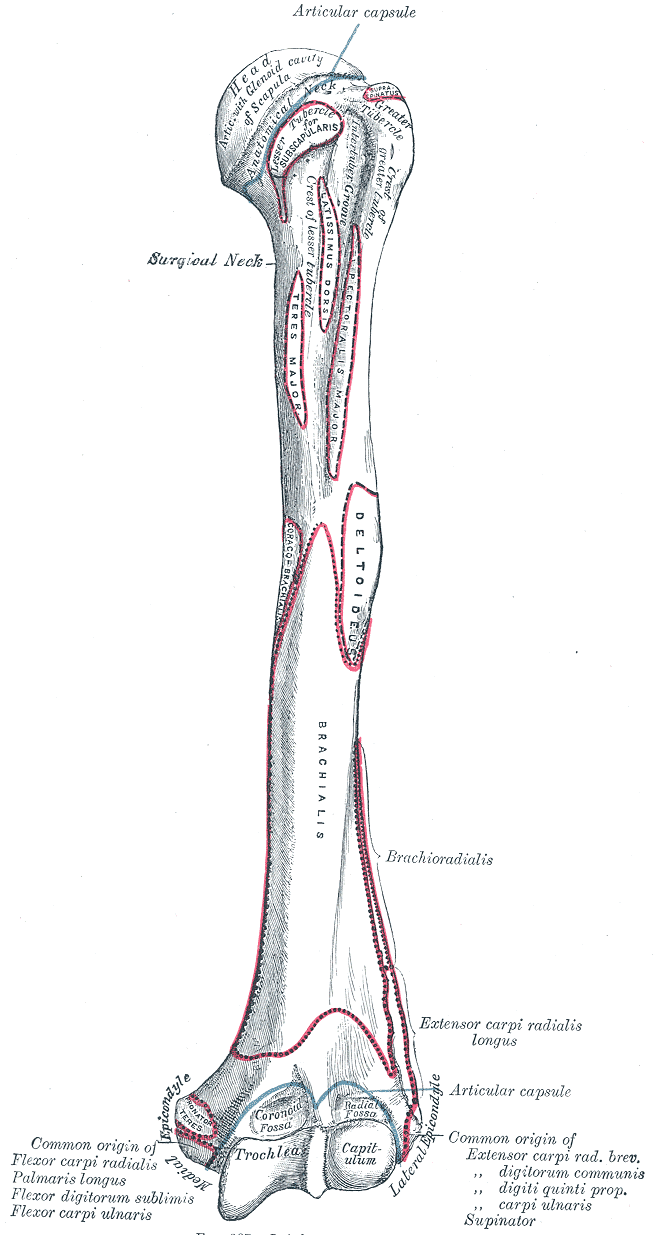
Húmer esquerre. Vista anterior.
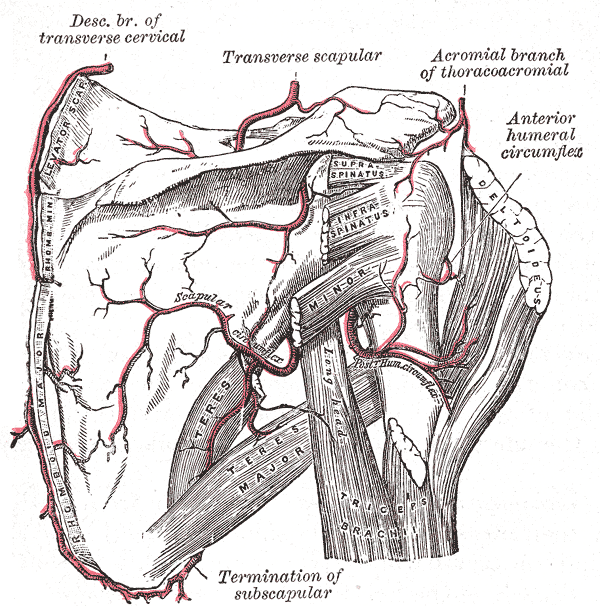
Artèries escapulari i circumflexa.
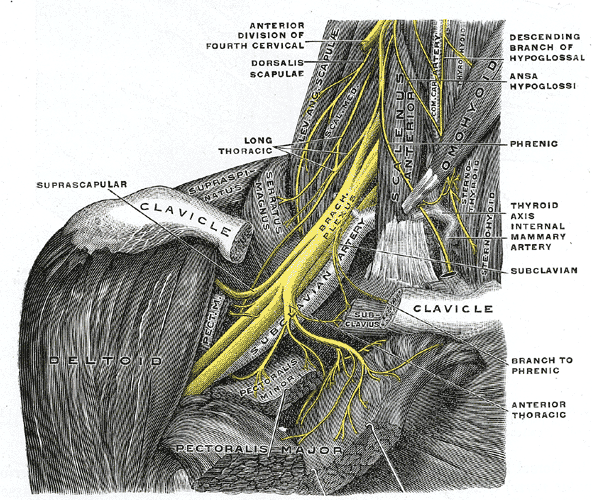
El plexe braquial dret amb les seves branques curtes. Vista anterior.
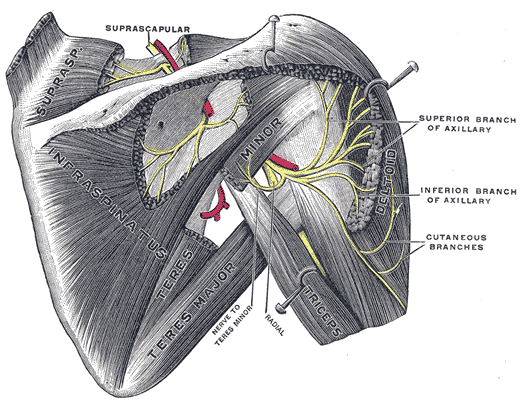
Nervis suprascapular i axil·lar del costat dret. Vista posterior.
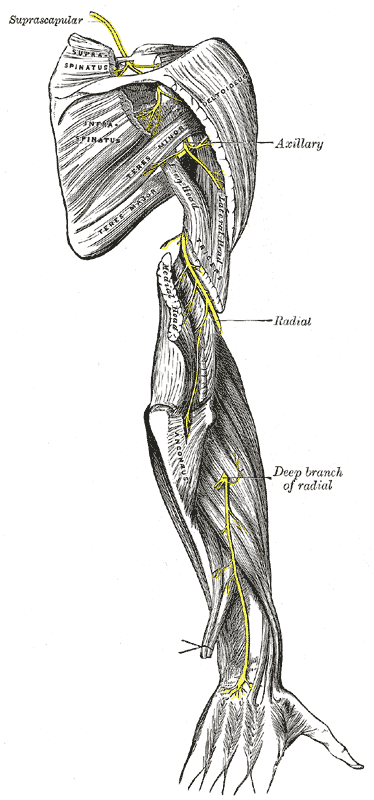
Els nervis suprascapular, axil·lar i radial.